# Scathophaga subpolita
Scathophaga subpolita är en tvåvingeart som först beskrevs av Malloch 1935.  Scathophaga subpolita ingår i släktet Scathophaga och familjen kolvflugor. Inga underarter finns listade i Catalogue of Life.